# This Could Be Heartbreak
This Could Be Heartbreak è il quinto album in studio del gruppo metalcore australiano The Amity Affliction, pubblicato nel 2016.

## Tracce
1. I Bring the Weather With Me – 4:36
2. This Could Be Heartbreak – 3:53
3. Nightmare – 3:47
4. Tearing Me Apart – 3:47
5. O.M.G.I.M.Y. – 4:51
6. All Fucked Up – 3:49
7. Fight My Regret – 3:37
8. Some Friends – 3:34
9. Wishbone – 3:45
10. Note to Self – 3:53
11. Blood in My Mouth – 5:15

## Formazione
- Joel Birch - voce
- Ahren Stringer - voce, basso
- Dan Brown – chitarra, cori
- Ryan Burt – batteria, percussioni